# Le Dernier Amour du prince Genghi
Le Dernier Amour du prince Genghi est une nouvelle du recueil Nouvelles orientales de Marguerite Yourcenar, paru en 1938 puis réédité en 1963. 
Cette nouvelle est directement inspirée par Le Dit du Genji, de Murasaki Shikibu comme l’explique elle-même l’écrivaine dans le post-scriptum du recueil: « Dans Le Dernier Amour du prince Genji, les personnages et le cadre du récit sont empruntés, non à un mythe ou une légende, mais à un grand texte littéraire du passé, à l’admirable roman japonais du XIe siècle, le Genghi-Monogatari de la romancière Mourasaki Shikibu, qui relate en six ou sept volumes les aventures d'un Don Juan asiatique de grand style. Mais, par un très caractéristique raffinement, Mourasaki « escamote » pour ainsi dire la mort de son héros et passe du chapitre où Genghi devenu veuf décide de se retirer du monde, à celui où sa propre fin est déjà un fait accompli. La nouvelle qu’on vient de lire a pour but, sinon de remplir cette lacune, du moins de faire rêver à ce qu’eût été cet épilogue si Mourasaki elle-même l’avait composé. »
En effet, on retrouve de nombreux personnages provenant de l’œuvre originale comme, entre autres : « Mourasaki, la princesse Violette », se référant à La Dame au Grémil , (紫の上, Murasaki no ue) Murasaki signifiant « violet »; ainsi que « Dame-du-village-des-fleurs-qui-tombent » pour La Dame du séjour où fleurs au vent se dispersent, (花散里の上, Hanachirusato no ue) son nom étant aussi une traduction du nom japonais.

## Résumé
Genghi le Resplendissant, célèbre Prince d'Asie, est connu de tous pour sa beauté et reconnu comme l'un des plus grands séducteurs d'Asie à son époque , tout comme il est renommé pour ses talents de poète et de calligraphe.  
Ayant atteint sa cinquantième année, veuf, il s'aperçoit qu'il est temps pour lui de commencer à mourir. Il décide de quitter la ville pour finir ses jours dans un ermitage au flanc de la montagne. Le sevrage est dur, car Genghi a mené une vie orageuse et trouve qu'à la lecture de versets, il manque cette saveur présente même dans les plus pathétiques poèmes d'amour. 
Parmi deux ou trois de ses anciennes maîtresses, la Dame-du-village-des-fleurs-qui-tombent, une ancienne concubine qui avait fidèlement servi de dame d'honneur aux autres épouses de Genghi, lui envoie des lettres lui proposant de venir partager son isolement. Cette femme avait aimé le Prince pendant dix-huit ans sans se lasser de souffrir. Bien que Genghi lui ait rendu quelques visites nocturnes, il est visiblement peu touché par cette demande et n'y donne aucune suite. 
La femme décide alors de lui rendre visite, mais le Prince s'emporte, car elle a encore sur ses manches le parfum de ses femmes défuntes. Chassée une première fois, la Dame-du-village-des-fleurs-qui-tombent décide de conquérir de nouveau le cœur de Genghi, mais cette fois sous les traits d'une jeune paysanne du nom de Ukifune, fille du fermier So-Hei. La femme se met à se lamenter, racontant à  Genghi qu'elle s'est perdue dans la montagne. Le Prince, dont la vue baisse de plus en plus, ne s'aperçoit pas du subterfuge, lui offre l'hospitalité et succombe rapidement aux charmes de la paysanne. Mais la femme une fois les caresses consommées, s'agenouille devant lui, lui dit qu'elle ne s'est pas perdue, mais qu'elle est venue de son plein gré découvrir l'amour dans ses bras. Le Prince chasse la femme, lui rétorquant qu'elle lui rappelle sa fougueuse jeunesse. 
La Dame-du-village-des-fleurs-qui-tombent, regrettant l'erreur qu'elle vient de faire, décide de revenir deux mois plus tard, cette fois-ci en se faisant passer pour Chujo, femme de Sukazu, noble de septième rang de la province de Yamato, partie en pèlerinage au temple d'Isé et condamnée à ne pas pouvoir continuer la route avant le lendemain, car l'un de ses serviteurs s'est tordu la cheville. Elle lui demande de lui indiquer une cabane où passer la nuit et Genghi lui répond sans réticence qu'il lui cédera son unique matelas. Dans la nuit, la femme se met à chanter une des chansons connues que lui chantait sa défunte épouse préférée, la Princesse Violette. Charmé, Genghi succombe de nouveau aux charmes de la Dame-du-village-des-fleurs-qui-tombent déguisée en femme mariée. 
Mais à la fin de l'automne, devenu presque aveugle, Genghi est proche de la fin. Au moment de sa mort, il se remémore toutes ses conquêtes. La dame lui demande alors s'il se souvient d'elle, mais à ce moment-là, Genghi est déjà mort. "Le seul nom que Genghi avait oublié, c'était précisément le sien".